# Saint-Augustin (Charente-Maritime)
Saint-Augustin is een gemeente in het Franse departement Charente-Maritime (regio Nouvelle-Aquitaine). De plaats maakt deel uit van het arrondissement Rochefort. Saint-Augustin telde op 1 januari 2022 1.503 inwoners.

## Geografie
De oppervlakte van Saint-Augustin bedroeg op 1 januari 2022 18,83 vierkante kilometer; de bevolkingsdichtheid was toen 79,8 inwoners per km².
De onderstaande kaart toont de ligging van Saint-Augustin met de belangrijkste infrastructuur en aangrenzende gemeenten.

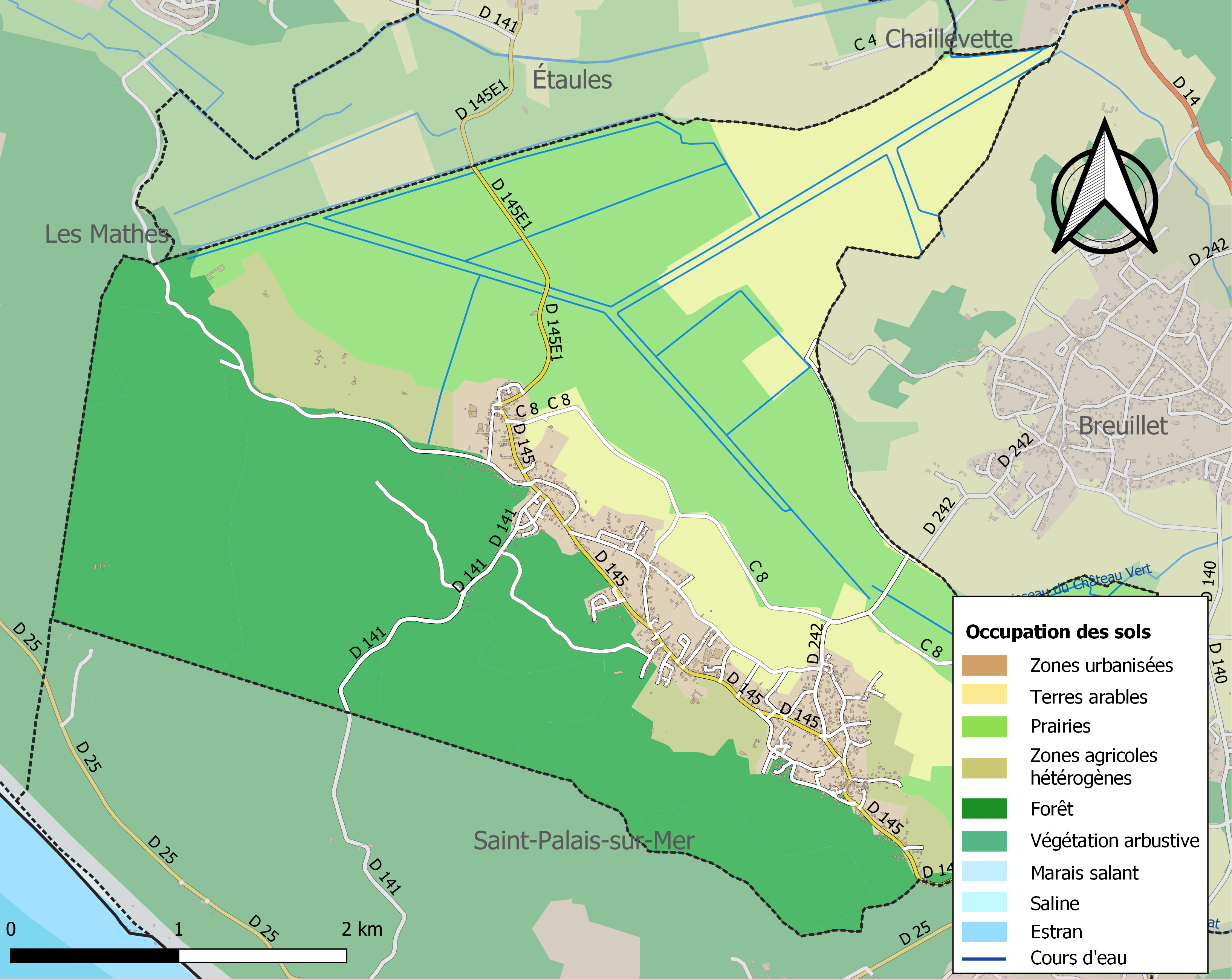

## Demografie
Onderstaande figuur toont het verloop van het inwonertal (bron: INSEE-tellingen).